# گری کوپر
فرانک جیمز «گری» کوپر (به انگلیسی: Frank James “Gary” Cooper) (۷ مهٔ ۱۹۰۱ – ۱۳ مهٔ ۱۹۶۱) معروف به‌ گری کوپر، هنرپیشه آمریکایی صاحب دو جایزه اسکار در بخشِ رقابتی و یک جایزه اسکار افتخاری بود. وی در فیلم‌های سبک وسترن به ایفای نقش می‌پرداخت.

## زندگی
گری کوپر با نام اصلی فرانک جیمز کوپر در ۷ مه ۱۹۰۱ در شهر هلنا در ایالت مونتانا به دنیا آمد.پدر و مادرش از مهاجرین انگلیسی بودند در ایالت مونتانا با هم آشنا شدند و ازدواج کردند. گری کوپر برادری به نام آرتور داشت که شش سال از خودش بزرگ تر بود.شغل پدرش  وکالت،دامداری و قاضی دادگاه عالی مونتانا بود.پدرش در سال ۱۹۰۶ یک مزرعه گاو ۶۰۰ هکتاری خرید. گری کوپر و برادرش آرتور تابستان ها را در شمال شهر هلنا به ماهیگیرى،سوارکاری و شکار می‌پرداختند. مادرش می‌خواست پسرانشان در انگلستان تحصیل کنند بنابراین در سال ۱۹۰۹ آن ها را به انگلستان برد و تحصیلات ابتدایی شان  را در یک مدرسه مشهور در انگلستان به اتمام رساند. سپس به آمریکا بازگشت و در دبیرستان شهر هلنا  به تحصیلاتش ادامه داد.اما پس از گذشت دو سال در سال ۱۹۱۸ ترک تحصیل کرد و به مزرعه خانوادگی اش بازگشت تا در آنجا به دامداری بپردازد.در سال ۱۹۱۹ پدرش او را به دبیرستانی در شهر بوزمن مونتانا فرستاد تا تحصیلش را ادامه دهد در آنجا معلمش آیدا دیویس او را تشویق می‌کرد تا تحصیلاتش را در دانشگاه نیز ادامه دهد.بعد ها کوپر از معلمش خانم دیویس نام برد زنی که تا اندازه زیادی کوپر را از گاوچرانی منصرف کرد و تشویق به رفتن به کالج کرد.
پس از اتمام درسش در یک روزنامه به عنوان کاریکاتوریست مشغول کار شد. در آنجا به تشویق یکی از دوستانش پا به عرصه سینما گذاشت. بین سال‌های ۱۹۲۵ و ۱۹۲۶ در چندین نقش کوتاه بازی کرد تا اینکه در پایان دهه ۲۰ جایگاه خود را در سینما به دست آورد.

## فیلم‌شناسی
مرگ تدریجی سینمای صامت، تولد گری کوپر در سینما بود. او در فیلم اسکار گرفته بال‌ها محصول ۱۹۲۷ و به کارگردانی ویلیام ولمن نقش کوتاهی بازی کرد که از اولین نقش‌های پراهمیت تر وی می‌باشد.
قد بلند ۱۹۱ سانتیمتری او بسیار برای ایفای نقش‌های کابوی در فیلم‌های وسترن مناسب بود و این نکته را اولین بار سران کمپانی پارامونت پیکچرز متوجه شدند و از او در فیلم وسترن ویرجینیایی ساخته ویکتور فلمینگ بهره جستند. بعد از آن، او آماده بازی در فیلم‌های متفاوتی شد.

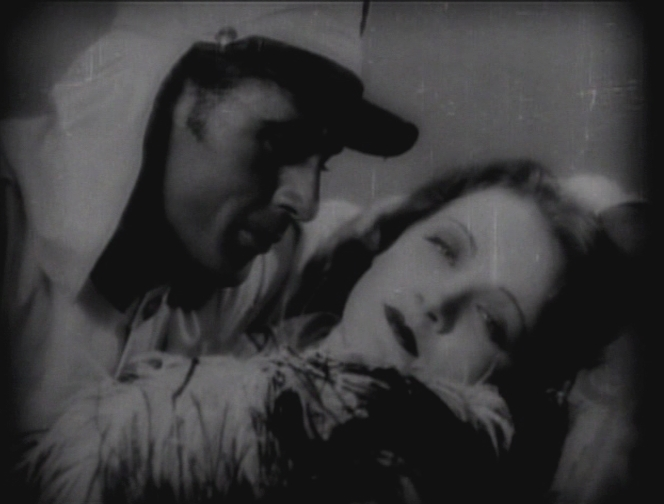
مراکش

در فیلم مراکش ساخته جوزف فون اشترنبرگ نقش لژیونی را بازی کرد که در مراکش در دام عشق زنی رقاصه با بازی مارلین دیتریش می‌افتد. هم‌زمان کاراکتر امی جولی با بازی مارلین دیتریش به خاطر پول به سمت توریستی متمول می‌رود که موجب رنجش خاطر لژیون می‌شود؛ ولی در آخرین لحظات امی جولی در صحنه‌ای به یاد ماندنی به رسم زنان عرب پابرهنه به دنبال لژیون که به مأموریت اعزام شده در بیابان قدم در راهی سخت می‌گذارد.
بازی در این فیلم به‌گری کمک کرد تا در آثار فاخری حضور یابد. او در نسخه سینمایی وداع با اسلحه نوشته دوست صمیمی اش ارنست همینگوی بازی کرد. تراژدی فیلم بسیار تأثیرگذار بود و گری به خوبی در کنار بازیگر باتجربه هلن هیز پرستاری که کاراکتر گری در جنگ جهانی اول عاشق او می‌شود و جنگ را رها می‌کند، نقش خود را ایفا می‌کند.
فیلم به کارگردانی فرانک بورزیگی فیلمسازی که ۲ جایزه اسکار را در خانه خود می‌دید ساخته شد و حساسیت‌ها روی آن بسیار زیاد بود.
در سال ۱۹۳۳ در فیلمی ساخته هاوارد هاکس با نام امروز زندگی می‌کنیم برای اولین و آخرین بار با ستاره هالیوود جوآن کراوفورد همبازی شد. کرافورد زنی است که عاشق خلبانی با بازی کوپر می‌شود. با شعله‌ور شدن جنگ، خلبان به جنگ می‌رود و خبر کشته شدن او به زن می‌رسد. این نخستین فیلمی بود که براساس داستان‌های نویسنده نامدار ویلیام فالکنر ساخته می‌شد. حال دیگر کوپر بازیگری بود که در اقتباس‌های برجسته‌ترین رمان‌های جهان بازی می‌کرد.
ویژگی بارزگری کوپر این بود که برخلاف سایرین در فیلم‌هایی حاضر می‌شد که در فضای باز مثلاً در کوهستان یا در بیابان یا در جنگل‌های جنوب شرق آسیا فیلمبرداری می‌شدند. در فیلم زندگی یک نیزه دار بنگالی ساخته هنری هاتاوی نقش یک نیزه دار را ایفا می‌کند که از دستورهای افسر مافوقش سرپیچی می‌کند و در این حین باید از حمله احتمالی هندی‌ها جلوگیری شود.

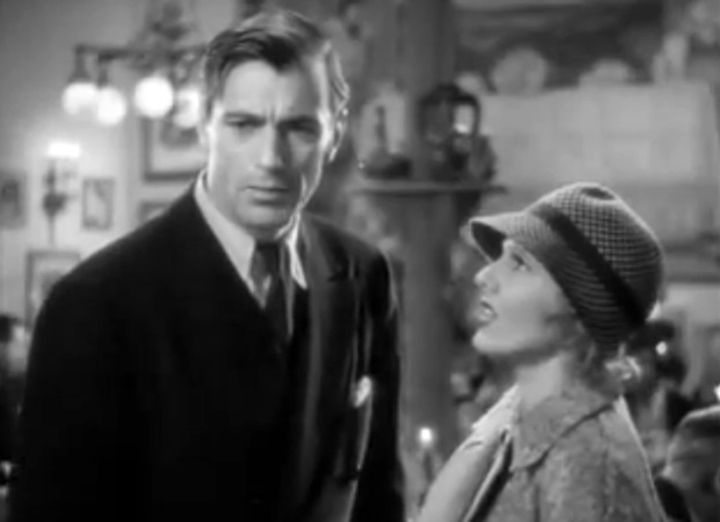
آقای دیدز به شهر می‌رود

فرانک کاپرا هم در سال ۱۹۳۶ از کوپر در فیلمش بهره جست. فیلم آقای دیدز به شهر می‌رود اولین فیلم از سه‌گانه‌های کاپرا می‌باشد که در آن کوپر مردی دهاتی است که میلیون‌ها دلار ارث می‌برد و سعی دارد علی‌رغم مخالفت اطرافیان سودجو اش، پولش را به نیازمندان بدهد. با این فیلم کوپر برای اولین بار نامزد اسکار شد. کوپر نقش یک انسان ساده را عالی بازی کرد.
کوپر از اولین وسترنرهای تاریخ سینما هم هست. قبل از اینکه جان فورد بازیگر مورد علاقه‌اش جان وین را رو کند سیسیل ب دمیل، بازیگری خوش چهره و بلند بالای هالیوود، کوپر را در دل بیابان‌های مرکز آمریکا به بازی گرفت و خیلی هم خوب جواب داد. دشت نشین اولین همکاری از ۳ همکاری دمیل با کوپر است. کوپر در این فیلم برای دومین سال پیاپی بعد از آقای دیدز به شهر می‌رود با جین آرتور ستارهٔ زن خوش چهره هالیوود همبازی شد. ضمناً این اولین فیلم آنتونی کوئین بازیگر مکزیکی الاصل هالیوود بود که بعد از فیلم با دختر سیسیل ب دمیل ازدواج کرد.
هشتمین زن ریش آبی کمدی ای به سبک کمدی‌های ارنست لوبیچ بود که کوپر با بازیگر فرانسوی هالیوود کلودت کولبرت همبازی شد.
اولین همکاری کوپر با کارگردان سرشناس هالیوود ویلیام وایلر فیلم اهل غرب آمریکا بود که در ژانر وسترن بود. کوپر در این فیلم در نقش «کول هاردین» به ناحق به اتهام اسب دزدی توسط قاضی شهر با بازی والتر برنان به اعدام محکوم می‌شود. قاضی به نمایشگری مشهور علاقه دارد و کول با دانستن این موضوع با نمایشگر زن دوست می‌شود و به شرط اینکه مقداری از موهای نمایشگر را برای قاضی ببرد از حکم اعدام تبرعه می‌شود.
خیلی‌ها سال ۱۹۴۱ را بهترین سال در کارنامه‌گری کوپر می‌دانند چون در ۳ فیلم به‌غایت عالی ظاهر شد. اولی فیلمی که اولین جایزه اسکارش را به او تقدیم کرد یعنی گروهبان یورک. فیلم به دو قسمت تقسیم می‌شد که منتقدان قسمت اول را که گروهبان یورک در آمریکا به نگهداری از خانواده‌اش می‌پرداخت بیشتر پسندیدند. در قسمت دوم فیلم با شعله‌ور شدن آتش جنگ یورک به جبهه می‌رود و هاوارد هاکس دلاوری‌های او را در جنگ که به گرفتن نشان لیاقت منجر می‌شود نشان می‌دهد. کوپر واقعاً یکی از بهترین کاراکترهای تاریخ سینما را خلق می‌کند.
دومین فیلم این سال او، باز هم ساخته هاوارد هاکس است ولی اینبار کمدی. یک کمدی عالی نوشتهٔ بیلی وایلدر که بیننده را از خنده روده‌برمی‌کند. عده‌ای فیلسوف مشغول تهیهٔ یک دائرةالمعارف هستند، ولی همهٔ آن‌ها انسان‌های اتوکشیده‌ای هستند که در سال‌ها پیش سیر می‌کنند. آن‌ها برای اینکه با کلمات عامیانه آشنا شوند با یک رقاصه با بازی باربارا استانویک ارتباط برقرار می‌کنند که این باعث عشقی عمیق بین برترام پاتز، یکی از پروفسورها، با بازی کوپر و رقاصه می‌شود.
سومین فیلم، آخرین و سومین قسمت از سه‌گانه‌های کاپرا است و این بار جان دو را ملاقات کن. فیلم به قدرت دو فیلم قبلیست ولی طنز تلخی دارد. روزنامه‌ای برای جلوگیری از ورشکستگی با فکر یکی از کارمندانش با بازی باربارا استانویک تصمیم می‌گیرد فردی خیالی با نام جان دو را خلق کند که قرار است در شب کریسمس خود را از بالای ساختمان شهرداری به پایین پرت کند. طنز تلخی که کاپرا در این فیلم به کار بست از بهترین‌های این ژانر بود. کوپر از نیمه‌های فیلم می‌آید و جدا ما را با بازی خوب و متفاوتش غافلگیر می‌کند.

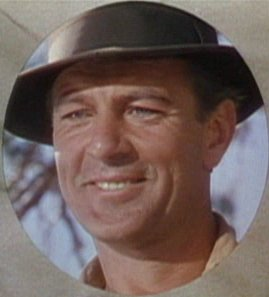
زنگ‌ها برای که به صدا درمی‌آیند؟

غرور یانکی‌ها در سال ۱۹۴۲گری کوپر را برای سومین بار نامزد اسکار می‌کند. به راستی سام وود فیلمساز کهنه‌کار هالیوود توانایی‌های کوپر را می‌دانست و از او یک قهرمان واقعی ساخت. فیلم در مورد بیسبالیست‌ها بود.
در سال ۱۹۴۳ برای دومین بارگری کوپر در فیلم‌هایی که اقتباسی از رمان‌های ارنست همینگوی بود حضور پیدا کرد. این بار در شاهکار ارنست همینگوی در مورد جنگ‌های داخلی اسپانیا در سال ۱۹۳۷ به نام زنگ‌ها برای که به صدا در می‌آیند؟. کارگردان فیلم سام وود بود که داستان منفجر کردن یک پل را توسط مخالفان دیکتاتور اسپانیا فرانسیسکو فرانکو با مایه‌های عاشقانه به تصویر می‌کشید. یکی از بهترین و عاشقانه‌ترین سکانس‌های تاریخ سینما در این فیلم است. آنجایی که اینگرید برگمن مجبور است از گری کوپر علی‌رغم میل باطنی جدا شود و این دو به بهترین شکل اینکار را می‌کنند.
بعد از این فیلم کوپر در فیلم‌های زیادی بازی کرد اما این فیلم‌ها معروف نشدند. حتی سرگذشت دکتر واسل ساخته سیسیل ب دومیل محصول ۱۹۴۴ هم نتوانست آنقدرها بزرگ شود. دمیل وصف فداکاری‌های دکتر واسل را از یک نطق رادیویی به زبان فرانکلین روزولت شنیده بود و به فکر این اقتباس سینمایی افتاده بود.
کوپر در سال‌های بعد در فیلم‌های ماجرای مرموز و پرالتهاب ساخته فریتس لانگ، فتح نشده ساخته سیسیل ب دمیل، سام خوب ساخته لئو مک‌کری، سرچشمه ساخته کینگ ویدور، برگ روشن ساخته مایکل کورتیز (۱۹۴۲) و اکنون در نیروی دریایی هستی ساخته  هنری هاتاوی ظاهر شد.
فتح نشده فیلمی حماسی دربارهٔ سرخ‌پوستان و شکل‌گیری آمریکا است و همانند سایر آثار دومیل با هزینه‌های گزاف (۵ میلیون دلار) ساخته شد و علی‌رغم این بودجه و حضور ستاره‌هایی همچون‌گری کوپر و پائولت گدارد در گیشه شکست خورد. این آخرین همکاری کوپر با دومیل بود.
سرچشمه یکی از آثار خوب‌گری کوپر است که توسط کینگ ویدور ساخته شد و کوپر در این فیلم در نقش یک آرشیتکت بود.
اما تولد دوباره‌گری کوپر در سال ۱۹۵۲ و با بازی در شاهکار فرد زینه‌مان به نام نیمروز بود. کوپر با این فیلم دوباره همه توجهات را به سوی خود خلق کرد و دومین اسکار را برای خود به ارمغان آورد. به راستی بازی او در این فیلم از درخشانترین بازی‌های تاریخ سینماست مخصوصاً در سکانسی که تک و تنها در خیابان‌ها راه می‌رود تا به پیکار با تبهکاران بپردازد. او نقش کلانتری را بازی می‌کند که در آخرین روز کاریش در حالی که می‌تواند شانه خالی کند و با نوعروسش با بازی گریس کلی به ماه عسل برود و شهر را ترک کند تا تبهکاران آن را برهم بزنند، در شهر می‌ماند و تک و تنها با تبهکاران روبه رو می‌شود.
او در وزش وحشی محصول سال ۱۹۵۳ ساخته هوگو فرگونزه برای سومین بار با باربارا استانویک و برای دومین بار با آنتونی کوئین همبازی می‌شود. این فیلم چندان موفق نمی‌شود.

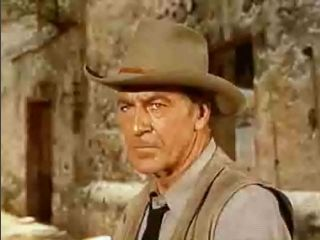
وراکروز

سال ۱۹۵۴ کوپر در فیلم وراکروز ساخته کارگردان خشن سینما رابرت آلدریچ در کنار برت لنکستر حضور می‌یابد که فیلمی تقریباً ضعیف راجع به سرخ‌پوستان مکزیک است. در هنگامه جنگ‌های مکزیکی‌ها کوپر و لنکستر در فکر به دست آوردن طلا هستند.

آخرین و هفتمین همکاری‌گری کوپر با هنری هاتاوی فیلم باغ شیطان است که در آن سوزان هیوارد و ریچارد ویدمارک هم بازی می‌کنند. فیلم داستان زنی است که برای نجات شوهرش چند مرد را اجیر می‌کند تا برای نجات شوهرش راه زیادی را بپیمایند. مونولوگ استثنایی‌گری کوپر در انتهای فیلم به یاد ماندنیست: 
«اگر زمین از طلا ساخته می‌شد انسان به خاطر یک مشت از آن حاضر بود خودکشی کند»
کوپر در سال ۱۹۵۶ در فیلمی خوب به کارگردانی ویلیام وایلر ظاهر شد. فیلم ترغیب دوستانه نام داشت که وایلر برای این فیلم توانست جایزه نخل طلای جشنواره کن را در سال ۱۹۵۷ نصیب خود کند. او در کنار دوروتی مک گوایر بازی کرد که مگ گوایر جایزه گلدن گلوب بهترین بازیگر زن فیلم درام را ازآن خود کرد.
بالاخره بیلی وایلدر از گری کوپر در فیلم‌های کمدی اش استفاده کرد. عشق در بعد از ظهر کمدی عاشقانه‌ای بود که وایلدر آن را با حضور دو نسل متفاوت بازیگری‌گری کوپر و آدری هپبورن ساخت. فیلم ماجرای مردی زنباره‌است. بر اثر کنجکاوی‌های دخترکی که پدرش عکاسی است که از معاشقهٔ کوپر با زنان عکس گرفته با بازی آدری هپبورن رابطه‌ای عاشقانه بین این دو شکل می‌گیرد. این کمدی به اندازه کمدی‌های شاهکار وایلدر مانند آپارتمان مورد استقبال قرار نگرفت.
در سال ۱۹۵۸ کوپر در فیلم مردی از غرب ساخته استاد ساخت وسترن‌های فلسفی یعنی آنتونی مان در کنار جولی لاندن و لی جی. کاب ظاهر می‌شود. در همین سال در فیلم درخت اعدام، دلمر دیوس بازی می‌کند. در این فیلم نقش دکتری را بازی می‌کند که پیشینهٔ درخشانی ندارد. دکتر با رفتن در شهری کوچک به زنی نابینا با بازی ماریا شل کمک می‌کند و سرپرستی او را بر عهده می‌گیرد. وقتی مردی قصد آزار زن نابینا را دارد دکتر او را می‌کشد و به خاطر همین به اعدام محکوم می‌شود ولی اینبار دخترک نابینا جان او را نجات می‌دهد.
فیلم بعدی‌گری کوپر، آنها به کوردوبا می‌آیند وسترنی ساخته رابرت راسن است که در آن با ریتا هیورث همبازی می‌شود؛ و در نهایت وداع‌گری کوپر با سینما تریلر تیغ برهنه ساخته مایکل آندرسون است که در آن با دبورا کری بازیگر بریتانیایی سینما همبازی می‌شود.

## درگذشت
او در ۱۳ مه ۱۹۶۱ در سن ۶۰ سالگی به دلیل ابتلاء به بیماری ذات‌الریه در لس آنجلس، کالیفرنیا درگذشت.

## افتخارات

### جوایز اسکار

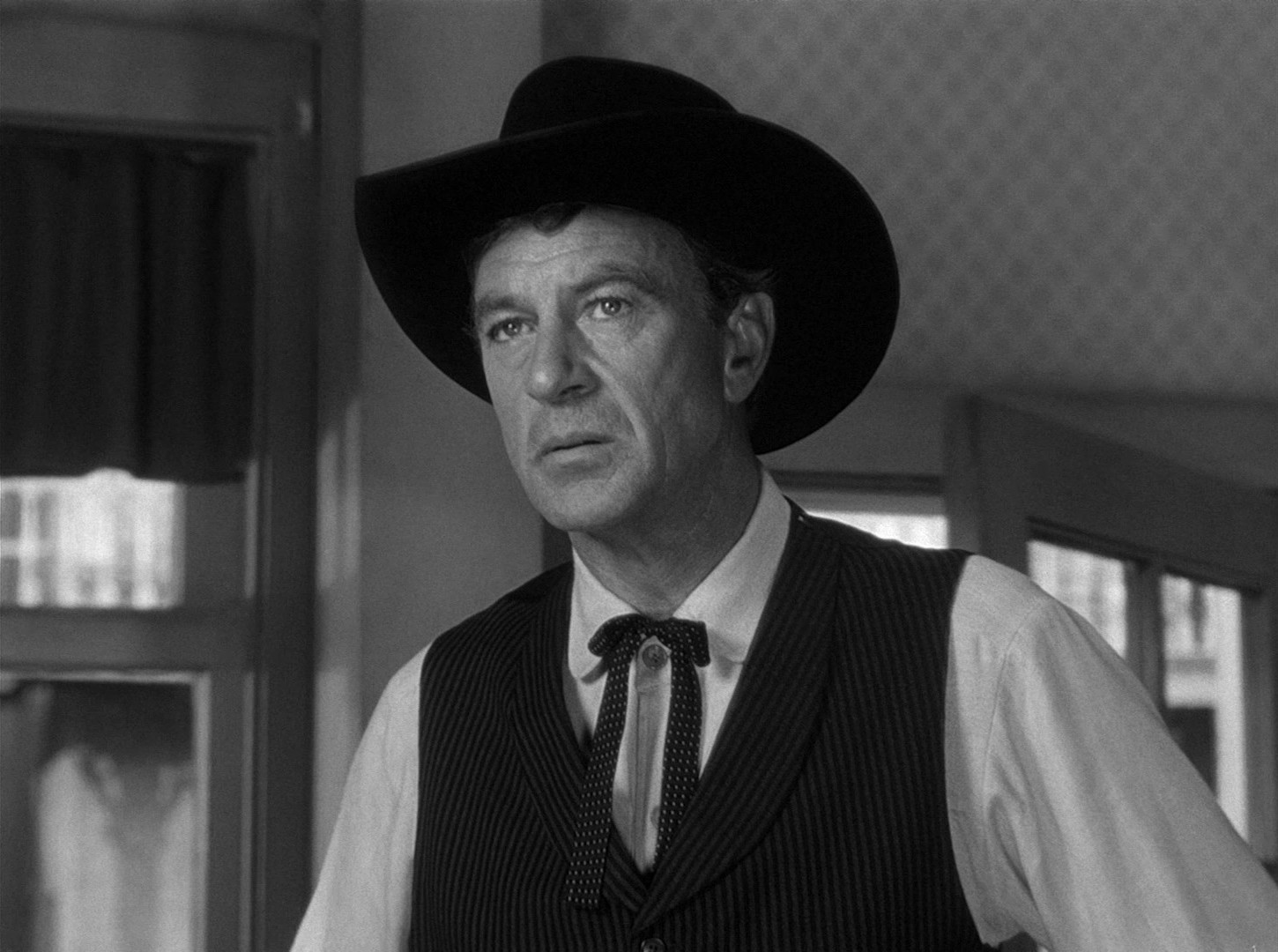
نیمروز

برنده ۲ جایزه اسکار در سال‌های ۱۹۴۲ برای گروهبان یورک ساخته هوارد هاکس و در سال ۱۹۵۳ برای نیمروز ساخته فرد زینه‌مان. او همچنین ۳ بار دیگر در سال‌های ۱۹۳۷ برای آقای دیدز به شهر می‌رود ساخته فرانک کاپرا و ۱۹۴۳ برای غرور یانکی‌ها ساختهٔ سام وود و سال ۱۹۴۴ برای زنگ‌ها برای که به صدا در می‌آیند ساختهٔ سام وود نامزد اسکار شد. در سال ۱۹۶۱ به او اسکاری افتخاری اهدا گردید؛ که‌گری نتوانست در مراسم حاضر شود و جیمز استوارت جایزه او را تحویل گرفت و به او داد.

### جوایز گلدن گلوب
برنده ۱ جایزه گلدن گلوب در سال ۱۹۵۳ برای نیمروز. او یکبار دیگر در سال ۱۹۵۷ در فیلم ترغیب دوستانه ساخته ویلیام وایلر نامزد این جایزه شد.
او در سال ۱۹۴۱ برای بازی در فیلم گروهبان یورک توانست جایزه بهترین بازیگر مرد منتقدان فیلم نیویورک را تصاحب کند.

## بخشی از فیلم‌شناسی
- ترفندها (۱۹۲۵)
- بال‌ها (۱۹۲۷)
- نوادا (۱۹۲۷)
- مراکش (۱۹۳۰)
- ارابه‌های جنگی (۱۹۳۱)
- مرا ستاره کن (۱۹۳۲)
- وداع با اسلحه (۱۹۳۲)
- آلیس در سرزمین عجایب (۱۹۳۳)
- زندگی بنگال لانسر (۱۹۳۵)
- آقای دیدز به شهر می‌رود (۱۹۳۶)
- ماجراهای مارکو پولو (۱۹۳۸)
- بو ژست (۱۹۳۹)
- ملاقات با جان دو (۱۹۴۱)
- گروهبان یورک (۱۹۴۱)
- توپ آتش (۱۹۴۱)
- غرور یانکی‌ها (۱۹۴۲)

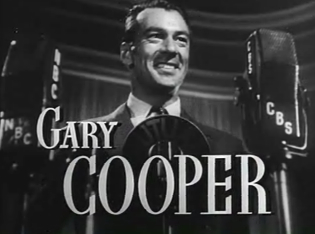
ملاقات جان

- زنگ‌ها برای که به صدا در می‌آیند (۱۹۴۳)
- بازگشت طولانی جونز (۱۹۴۵)
- ماجرای مرموز و پرالتهاب (۱۹۴۶)
- سرچشمه (۱۹۴۹)
- یگان رزمی (۱۹۴۹)
- دالاس (۱۹۵۰)
- نیمروز (۱۹۵۲)
- بازگشت به بهشت (۱۹۵۳)
- باغ شیطان (۱۹۵۴)
- ترغیب دوستانه (۱۹۵۶)
- عشق در بعدازظهر (۱۹۵۷)
- مردی از غرب (۱۹۵۸)